# Ahmad Suradji
Ahmad Suradji (10 januari 1949 - 10 juli 2008) was een seriemoordenaar in Indonesië. Suradji, een vee-kweker, werd geëxecuteerd op 10 juli 2008. Hij was ook bekend onder de naam Nasib Kelewang, of onder zijn alias Datuk. Hij bekende de moord op 42 meisjes en vrouwen over een periode van 11 jaar. De leeftijd van zijn slachtoffers varieerde van 11 tot 30, en ze werden gewurgd met een kabel nadat ze begraven waren tot hun middel in de grond als een deel van een ritueel. Suradji werd gearresteerd op 2 mei 1997, nadat lijken ontdekt werden in de nabijheid van zijn huis in de stadsrand van Medan, de hoofdstad van Noord-Sumatra. Hij begroef zijn slachtoffers in een suikerstokplantage in de nabijheid van zijn huis, met de hoofden van de slachtoffers gericht naar zijn huis, omdat hij geloofde dat dit hem meer kracht zou geven.
Hij zei aan de politie dat hij een droom had gehad in 1988 waarin zijn vaders geest hem opdroeg 70 vrouwen te doden en hun speeksel te drinken, zodat hij een mystieke genezer zou worden. Als een tovenaar of dukun, kwamen vrouwen naar hem voor spirituele raad of hoe ze zich mooier of rijker konden maken. Zijn drie vrouwen - allemaal zussen van hem - werden ook gearresteerd voor het bijstaan bij de moorden en het helpen verbergen van de lijken. Een van zijn vrouwen, Tumini, werd berecht als zijn medeplichtige. Het proces begon op 11 december 1997, met een aanklacht van 363 pagina's tegen hem, en hoewel Suradji zijn onschuld bleef beweren, werd hij schuldig bevonden op 27 april 1998 door een paneel van drie rechters in Lubuk Pakam. Hij werd ter dood veroordeeld en op 10 juli 2008 gefusilleerd door een vuurpeloton.